# Рангкуль (село)
Рангкуль (тадж. Рангкӯл) — село в Мургабском районе Горно-Бадахшанской автономной области Таджикистана, административный центр сельского джамоата Рангкуль.
Расположено у озера Рангкуль, в нескольких километрах от государственной границы с Китайской Народной Республикой.
Основное занятие местного населения — скотоводство (в том числе яководство). В джамоате работает центр киргизской музыки, где занимаются более 25 детей и подростков. Есть школа, медпункт.